# T☆Tイレブン
T☆Tイレブン（てぃーてぃーいれぶん）は、日本の鳥取県で活動していたローカルアイドル女性ユニット。
総合プロデューサー、サウンドプロデューサーは歌手・桂木龍。プロデューサーとしてフリーアナウンサー・山本リエが務める。

## 概要
2000年前半に山本リエが、ダンス＆ボーカルスクール「トーオンアクターズ鳥取校」の代表を務めていた。そこに友人で鳥取県出身の歌手・桂木龍が鳥取県を歌とダンスで元気にしたいと提案したところがプロジェクトの発端となる。
2012年3月、鳥取県を歌とダンスで応援する目的で開催された「鳥取県応援ソングプロジェクト」オーディションにより選ばれた小学生～大学生11名のメンバーで結成し同年4月に活動をスタート。
鳥取県で開催された国際まんが博覧会で、鳥取県平井伸治知事より、スペシャルサポーターに任命され、開催期間中「まんが王国とっとり」のステージで活動。

## メンバー
| 名前       | よみ            | 生年月日（年齢）      | 出身地 | ニックネーム | 備考                             |
| ---------- | --------------- | --------------------- | ------ | ------------ | -------------------------------- |
| 竹内利緒奈 | たけうち りおな | 2001年5月30日（23歳） | 鳥取県 | りお         | 派生ユニット「ハニー・ジュエル」 |
| 花井美穂   | はない みほ     | 1999年5月3日（25歳）  | 鳥取県 | みほちゃん   | 最年長                           |
| 竹内愛莉   | たけうち あいり | 2005年5月28日（19歳） | 鳥取県 | あいりんご   | -                                |
| 森田愛美   | もりた あいみ   | 2006年6月16日（18歳） | 鳥取県 | あいみちゃん | 最年少                           |
| 藤木凛々花 | ふじき りりか   | 2006年5月28日（18歳） | 鳥取県 | りっちゃん   | 最年少                           |

## 活動歴
2012年（平成24年）
- 2月 - 鳥取県応援ソングプロジェクトオーディション
- 3月 - 選ばれた11名のメンバーで活動スタート
- 7月 - 国際まんが博 開幕10日前イベント出演。平井伸治鳥取県知事より「まんが王国とっとりスペシャルサポーター」に任命
- 8月 - とっとりドリームワールド イベントステージ出演。鳥取しゃんしゃん祭り BSS山陰放送ラジオ公開録音「鈴なるコンサート」出演

2013年（平成25年）
- 2月20日 - CDデビュー。「Go！Go！Smile鳥取」/「Happy!鳥★TORI」をホリデージャパンより発売
- 6月 - 第30回全国都市緑化とっとりフェア 開幕100日前イベント出演
- 9月 - BSS山陰放送「土曜日の生たまご」出演
- 9月 - 第30回全国都市緑化とっとりフェア 開幕式出演。オープニングセレモニーでイメージソング「水と緑のとっとりのうた」を踊る。
- 10月 - よどえ夢まつり（第30回淀江町産業祭）出演[2]
- 11月 - 国立公園大山 豪円湯院 オープニングイベント出演
- 11月 - イメージソング「火神岳Revolution」発表、CD発売
- 11月 - 食のみやことっとり イメージソング「笑顔あふれる食のみやこ 鳥取」発売
- 12月 - JAグループ鳥取による 食のPRソング「おいしい鳥取笑顔宅配便」

2014年（平成26年）
- 1月 - 鳥取県警察1日通信指令課長任命[3]
- 2月 - 第一回トットリアニソンダンス×３出演
- 3月 - T☆Tイレブン SPRING LIVE
- 4月 - 雑誌「Liveアイドル図鑑」掲載
- 5月 - NHKラジオ「やしろ荘でごにょごにょ」出演
- 6月 - 中部発!食のみやこフェスティバル出演
- 7月 - 青谷夏まつり出演
- 7月 - 鳥取県｢智頭クレージュ｣サマーライブ出演
- 8月 - やずふれあい市場 夏祭り出演
- 9月 - 鳥取お城まつり出演
- 10月 - 鳥取刑務所 矯正展イベント出演
- 10月 - JA鳥取食のみやこイベント出演[4]
- 10月 - JA赤碕 農業祭イベント出演
- 10月 - 鳥取県せいきょう祭り出演
- 11月 - 赤碕 福祉まつり出演
- 11月 - JAいわみ農業祭出演
- 11月 - とっとりカニフェスティバル出演
- 11月 - とっとり健康らんどショッピングタウン15周年イベント出演

2015年（平成27年）
- 3月 - T☆Ｔイレブン SPRING LIVE2015年出演
- 4月 - トリニティモール ゴールデンウィーク スペシャルLiVE出演
- 5月 - 大山 豪円湯院ゴールデンウィークスペシャルライブ出演[5]
- 6月 - 食のみやこフェスティバルLIVE出演[6]
- 7月 - やずふれあい市場 納涼夏まつり出演
- 7月 - テレビ朝日musicるTVの愛踊祭2015にハニージュエル参戦[7]
- 7月 - 雑誌「Liveアイドル図鑑」2度目の掲載
- 8月 - 初の単独ライブ「第１回 おじぎパフォーマンスNo.1 決定戦」開催
- 10月 - JAいなば合併20周年記念式典イベント出演
- 10月 - 大山町合併10周年 記念式典イベント出演
- 10月 - 鳥取県せいきょう祭り出演
- 10月 - 鳥取刑務所 矯正展イベント出演
- 11月 - 初のレギュラー番組「TOSC TV」放送スタート

2016年（平成28年）
- 3月 - 韓国映画「怪しい彼女」上映会オープニングアクト出演
- 3月 - 経済産業省・中小企業庁のサイト「ミラサポ」にて中国エリア代表として参加[8][9]
- 4月 - 船上山さくら祭り出演（琴浦町）
- 5月 - いわみミュージックジャンボリー出演（岩美町・いわみふるさと音楽堂）
- 7月 - 八頭ふれあい市場 ふれあいコンサート出演
- 8月 - 河原町あゆ祭りLIVE
- 8月 - 24時間テレビ「鳥取音楽座ライブ」[10]
- 10月 - 鳥取刑務所矯正展LIVE
- 10月 - 食のみやこ 農産物フェスタ2016で健康体操披露[11]

## ディスコグラフィ

### シングル
| # | タイトル                          | リリース日    | レーベル               | 品番       |
| - | --------------------------------- | ------------- | ---------------------- | ---------- |
| 1 | Go！Go！Smile鳥取 ／Happy!鳥★TORI | 2013年2月20日 | ホリデージャパン       | TJCH-15383 |
| 2 | 笑顔あふれる食のみやこ鳥取        | 2013年11月1日 | フェニックス           | PNX-0035   |
| 3 | 火神岳Revolution                  | 2013年11月2日 | フェニックス           | PNX-0808   |
| 4 | おいしい鳥取笑顔宅配便            | 2013年12月4日 | アスタエンタテイメント | POCE-3446  |

### CD化されていないシングルカット
- クラップ!CLAP！いなば（2015年10月）

～JA鳥取いなば合併20周年記念曲～
- 大山HOLY PLACE（2015年10月）

～大山町合併10周年 記念曲～

## 出演

### テレビ
- 土曜日の生たまご（BSS山陰放送、2012年10月・2013年9月）
- musicるTV（テレビ朝日、2015年7月）

### ラジオ
- 鳥取しゃんしゃん鈴なるコンサート（BSS山陰放送）ラジオ、2012年8月）
- 全国都市緑化鳥取フェア2013　開幕式[17]（エフエム鳥取、2013年9月16日）
- やしろ荘でごにょごにょ（NHKラジオ、2014年5月）

### インターネット
- TOSC TV（USTREAM、YOUTUBE、2015年11月14日～）　　※レギュラー

JA鳥取いなばグループのトスク本店サテライトスタジオから毎月生放送
※過去映像はTOSC TV 公式YOUTUBEにて配信
- 経済産業省・中小企業庁サイト「ものづくり★プライド 注目支援施策を活用した成果事例」 - 中国エリア代表として参加（2016年3月）[20]

### 新聞
- なんてたってアイドル特集（日本海新聞、2015年1月2日）
- 元気を届けたい！鳥取県ご当地アイドル（日本海新聞、2013年2月27日）[21]
- ドリームちゅうおう（日本海新聞、2015年6月）[22]